# Либур (Кёльн)
Либур (нем. Libur) — самый южный район города Кёльна (Северный Рейн-Вестфалия, Германия). Он относится в городскому округу Порц. Либур — район с наименьшим количеством жителей и самой низкой плотностью населения в Кёльне.

## Географическое положение
Либур граничит на северо-востоке с городским районами Ван и Линд, на юго-востоке с районом Шпих города Тросдорф, на юге с районом Уккендорф города Нидеркассель, на западе с районом Ранцель (Нидеркассель) и на северо-западе с кёльнским районом Цюндорф.

## История
Деревенское поселение Либур впервые упоминается в документе 1183 года. Другое упоминание есть в «Книге чудес» кёльнского архиепископа Анно II 1185 года: «villula Lebure». В 1411 году было обнаружено написание «Лебур».
Название имеет два различных толкования: с одной стороны, оно может означать укрытие или защиту. Но также возможно происхождение от древневерхненемецких терминов lê = «курган» и bûr = «дом», «квартира». Тогда топоним можно понимать как «место жительства на кургане».
Со времён средневековья это поселение принадлежало администрации Порца (Amt Porz) в герцогстве Берг. С учреждением Великого герцогства Берг (1806 г.) и реструктуризацией управления по французской модели (Verwaltungseinheiten im Großherzogtum Berg) (1808 г.) Либур отошёл к департаменту Рейн (Département Rhein). С 1815 года Либур стал частью прусской мэрии Ван района Мюльхайм (Kreis Mülheim am Rhein), а с 1822 года — Рейнской провинции. Эта мэрия была переименована в Амт Ванн в 1927 году и слилась с Амтами Хоймар и Порц в 1929 году. В результате ликвидации района Мюльхайм в 1932 году администрация Порц стала частью района Рейниш-Бергиш. Присоединение (Eingemeindung) к Кёльну произошло в 1975 году.
После завершения боёв в апреле 1945 года немецкое оружие и боеприпасы были затоплены в пожарном пруду Шуллекул. Из-за близости к школе, детей, играющих с боеприпасами, неприятного запаха и множества комаров, в деревне был проявлен большой интерес к оздоровительным мероприятиям. Решение о выселении было принято только через четыре года после первого расследования 18 марта 1957 года. Работы по разминированию заняли 66 дней и были завершены 15 июня 1957 года. Было обнаружено и уничтожено большое количество военной техники и боеприпасов.

## Население

### Статистика
В Либуре проживает 1116 человек (2019 год).
- Средний возраст: 41,8 лет (в среднем по Кёльну 42 года) (2019 год).
- Количество мигрантов: 5,6 % (в среднем по Кёльну 19,4 % (2019 год).
- Количество безработных: 4,9 % (в среднем по Кёльну 7,6 %) (2019 год).

### Религия
Большинство жителей Либура — христиане-католики. Католическая приходская церковь Святой Маргариты находится в центре посёлка. Сегодня она принадлежит вместе с церквями Св. Эгидия (Ван), Христа-Царя (Ванхайде), Св. Варфоломея (Урбах) и Успения Пресвятой Богородицы (Гренгель) приходскому объединению Христа-Царя.
В 1482 году граф фон Плеттенберг (Plettenberg (Adelsgeschlecht)) впервые основал местный викарий. В 1582 году в Либуре была построена полевая часовня в честь Маргариты Антиохийской. В 1849 году викарий был преобразован в самостоятельный приход. После того, как полевая часовня стала слишком маленькой для церковных служб, 25 апреля 1909 года был заложен первый камень сегодняшней приходской церкви Святой Маргариты; её освящение состоялось 13 июля 1910 года. В начале 1911 года старую полевую часовню снесли. 30 ноября 1911 года консекрацию совершил викарный епископ Йозеф Мюллер (Joseph Müller).